# Samuel Hirsz Roth
Samuel Hirsz Roth (ur. 20 kwietnia 1920 w Radgoszczy, zm. 14 grudnia 1995 w Dąbrowie Tarnowskiej) – ostatni religijny Żyd do końca mieszkający w Dąbrowie Tarnowskiej, wieloletni opiekun tamtejszego cmentarza żydowskiego i ostatniej czynnej synagogi, znajdującej się w jego mieszkaniu przy ulicy Daszyńskiego 8.
Podczas II wojny światowej był więźniem niemieckich obozów koncentracyjnych: Pustków, Plaszow i Auschwitz-Birkenau. Został pochowany 18 grudnia na cmentarzu żydowskim w Dąbrowie Tarnowskiej.